# Lubuya ivensii
Lubuya ivensii — вид сцинкоподібних ящірок родини сцинкових (Scincidae). Вид названий на честь португальського дослідника Роберто Івенса. Мешкає в Центральній Африці. Це єдиний предстаник монотипового роду Lubuya.

## Поширення і екологія
Lubuya ivensii мешкають в центрі Анголи, на півдні Демократичної Республіки Конго та на півночі Замбії. Вони живуть в саванах, на берегах водойм. Зустрічаються на висоті від 1000 до 1700 м над рівнем моря. Є живородними.